# Diego Calderón Caicedo
Diego Fernando Calderón Caicedo (n. Chigorodó, Colombia, 13 de diciembre de 1989) es un futbolista colombiano. Juega como delantero y su equipo actual es el El Sekka El Hadid SC de Egipto.

## Trayectoria

### Envigado F. C.
Empezó su carrera con el Envigado F. C., debutando el 20 de febrero de 2011, en el empate 0-0 de su equipo ante La Equidad.

### Ocelotes de la UNACH
A mediados de ese año pasó a ser jugador de los Ocelotes de la UNACH de México.

### Alebrijes de Oaxaca
En julio de 2013 fue traspasado al Alebrijes de Oaxaca de la Liga de Ascenso de México, equipo con el cual prestó sus servicios hasta junio de 2015.

### Zacatepec
El 11 de junio de 2015, durante el Draft del Ascenso MX, se anunció su préstamo al Zacatepec.

### Alebrijes de Oaxaca
Regresó en el 2016 al club Alebrijes de Oaxaca en el Torneo Apertura 2016 Liga de Ascenso. Su primer gol lo marca el 24 de agosto dándole la victoria su club 2 a 1 sobre Monarcas Morelia por la Copa de México.

### Ismaily
En enero del 2017 luego de 5 temporadas en México se oficializa su traspaso al Ismaily de la Premier League de Egipto. Debuta el 18 de marzo con doblete en la goleada 5 por 1 sobre Al Nasr Taa'den.
En la temporada 2017/18 quedó como tercer goleador de la liga marcando 14 goles, quedando por detrás del Ghanés John Antwi (16) y el Marroquí Walid Azaro (18).
Se mantuvo en el club hasta junio de 2018 marcó 22 goles en 44 partidos.

## Clubes
| Club            | País           | Temporadas  |
| --------------- | -------------- | ----------- |
| Envigado FC     | Colombia       | 2011        |
| Ocelotes        | México         | 2012 - 2013 |
| Alebrijes       | México         | 2013 - 2015 |
| Zacatepec       | México         | 2015 - 2016 |
| Alebrijes       | México         | 2016        |
| Ismaily         | Egipto         | 2017 - 2018 |
| Al-Faisaly      | Arabia Saudita | 2018 - 2019 |
| Al-Kuwait SC    | Kuwait         | 2019        |
| Al-Shorta       | Irak           | 2020        |
| Wadi Degla      | Egipto         | 2020 - 2021 |
| Sahab SC        | Jordania       | 2022        |
| Al-Hussein      | Jordania       | 2022        |
| Sekka           | Egipto         | 2023        |
| Al Jazira Ammán | Jordania       | 2024 - 2025 |

## Estadísticas
| Club                      | Temporada     | Liga  | Liga  | Copas nacionales | Copas nacionales | Copas internacionales | Copas internacionales | Total | Total |
| Club                      | Temporada     | Part. | Goles | Part.            | Goles            | Part.                 | Goles                 | Part. | Goles |
| ------------------------- | ------------- | ----- | ----- | ---------------- | ---------------- | --------------------- | --------------------- | ----- | ----- |
| Envigado FC · Colombia    | 2011          | 1     | 0     | 5                | 0                | —                     | —                     | 6     | 0     |
| Envigado FC · Colombia    | Total club    | 1     | 0     | 5                | 0                | 0                     | 0                     | 6     | 0     |
| Ocelotes · México         | 2012-13       | 22    | 11    | —                | —                | —                     | —                     | 22    | 11    |
| Ocelotes · México         | Total club    | 22    | 11    | 0                | 0                | 0                     | 0                     | 22    | 11    |
| Alebrijes · México        | 2013-14       | 20    | 3     | 9                | 2                | —                     | —                     | 29    | 5     |
| Alebrijes · México        | 2014-15       | 27    | 7     | 11               | 2                | —                     | —                     | 38    | 9     |
| Alebrijes · México        | A-2016        | 12    | 0     | 4                | 1                | —                     | —                     | 16    | 1     |
| Alebrijes · México        | Total club    | 59    | 10    | 24               | 5                | 0                     | 0                     | 83    | 15    |
| Zacatepec · México        | 2015-16       | 25    | 0     | 4                | 3                | —                     | —                     | 29    | 3     |
| Zacatepec · México        | Total club    | 25    | 0     | 4                | 3                | 0                     | 0                     | 29    | 3     |
| Ismaily · Egipto          | 2017          | 17    | 6     | 2                | 1                | —                     | —                     | 19    | 7     |
| Ismaily · Egipto          | 2017-18       | 23    | 14    | 2                | 1                | —                     | —                     | 25    | 15    |
| Ismaily · Egipto          | Total club    | 40    | 20    | 4                | 2                | 0                     | 0                     | 44    | 22    |
| Al-Faisaly Arabia Saudita | 2018-19       | 28    | 6     | 1                | 0                | —                     | —                     | 29    | 6     |
| Al-Faisaly Arabia Saudita | Total club    | 28    | 6     | 1                | 0                | 0                     | 0                     | 29    | 6     |
| Al-Kuwait Kuwait          | 2019          | 8     | 2     | —                | —                | —                     | —                     | 8     | 2     |
| Al-Kuwait Kuwait          | Total club    | 8     | 2     | 0                | 0                | 0                     | 0                     | 8     | 2     |
| Al-Shorta Irak            | 2020          | —     | —     | —                | —                | 2                     | 0                     | 2     | 0     |
| Al-Shorta Irak            | Total club    | 0     | 0     | 0                | 0                | 2                     | 0                     | 2     | 0     |
| Wadi Degla · Egipto       | 2020-21       | 15    | 1     | —                | —                | —                     | —                     | 15    | 1     |
| Wadi Degla · Egipto       | 2021-22       | 0     | 0     | 0                | 0                | —                     | —                     | 0     | 0     |
| Wadi Degla · Egipto       | Total club    | 15    | 1     | 0                | 0                | 0                     | 0                     | 15    | 1     |
| Total carrera             | Total carrera | 190   | 48    | 38               | 10               | 2                     | 0                     | 230   | 58    |